# Piccola Scala
La Piccola Scala fu un teatro d'opera di Milano, eretto alla metà del XX secolo in via Filodrammatici a fianco all'omonimo teatro maggiore. La sala, progettata da Piero Portaluppi e Marcello Zavellani Rossi, fu inaugurata il 26 dicembre 1955 e rimase attiva per quasi trent'anni. Poco dopo l'intitolazione ad Arturo Toscanini, avvenuta il 16 gennaio 1982, la programmazione regolare di opere e concerti fu infatti inaspettatamente sospesa, nell'ottobre 1983, a seguito della modifica delle norme sulla sicurezza dei locali di pubblico spettacolo.

## Storia
In occasione dei lavori di ricostruzione del Teatro alla Scala a seguito del bombardamento della notte tra il 15 e il 16 agosto 1943, per volontà dell'allora sovrintendente Antonio Ghiringhelli fu allestita all'interno del complesso teatrale una seconda sala, avente una capienza minore rispetto a quella storica e pertanto denominata "Piccola Scala".

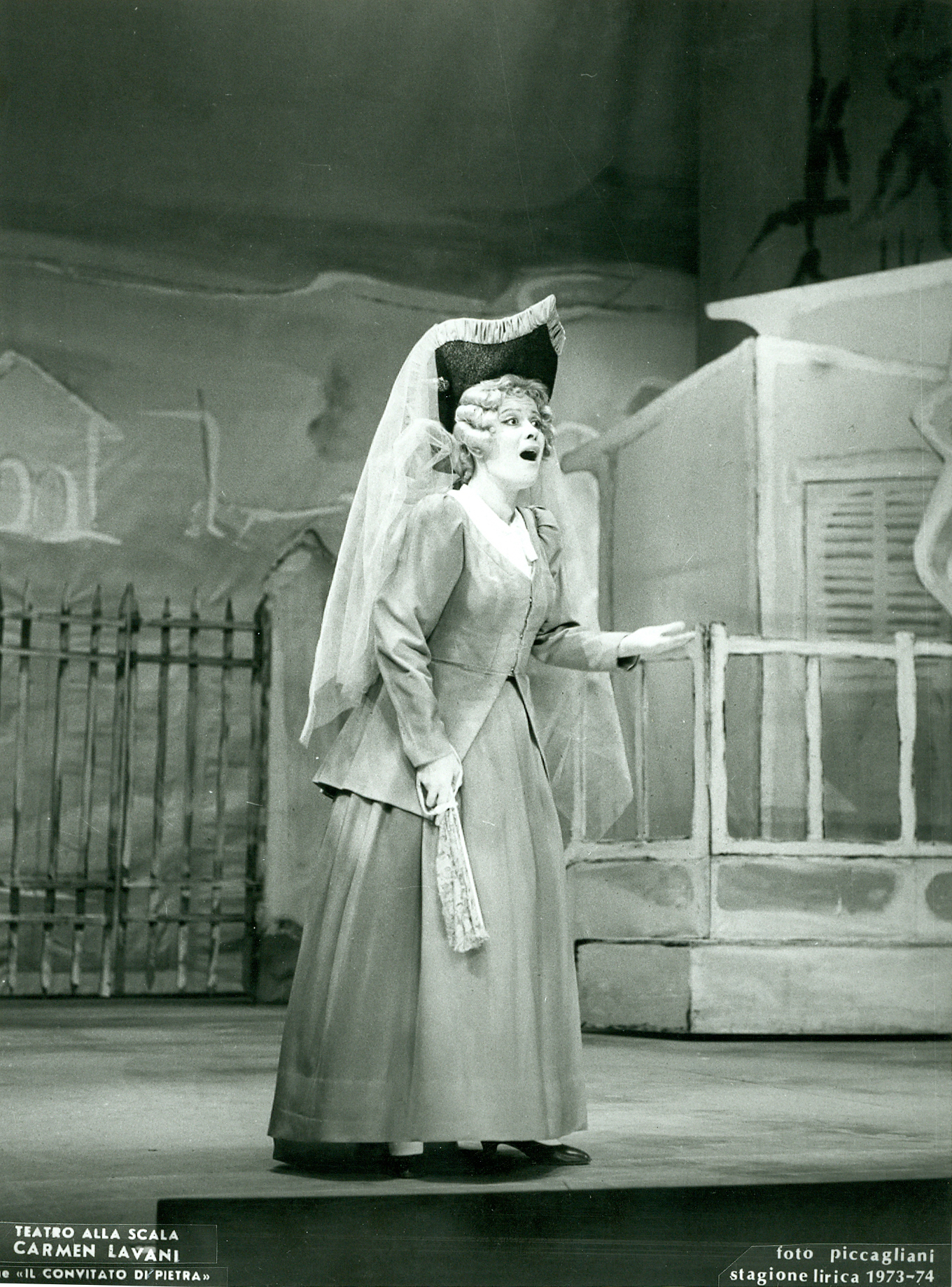
Carmen Lavani ne Il convitato di pietra di Giuseppe Gazzaniga, 1973-1974, foto di scena

L'accesso alla nuova sala, collocata al primo piano della costruzione e sviluppata perpendicolarmente a quella del teatro piermariniano, era da via Filodrammatici. Nella stessa area era sorta nell'Ottocento la prima sede della scuola di ballo, fabbrica successivamente inglobata nell'edificio originariamente destinato ad ospitare ricevimenti e balli privati organizzati dalla famiglia arciducale durante le serate di spettacolo (il Casino Reale) e più tardi riconvertito a locali di servizio per gli artisti e per la direzione del teatro.
Questo teatro "minore", inaugurato il 26 dicembre 1955 e idoneo ad ospitare circa seicento spettatori, fu dedicato al repertorio più antico (barocco e tardo settecentesco) e, più in generale, a tutte quelle opere che richiedevano meno spazio e impegnavano un organico ridotto.

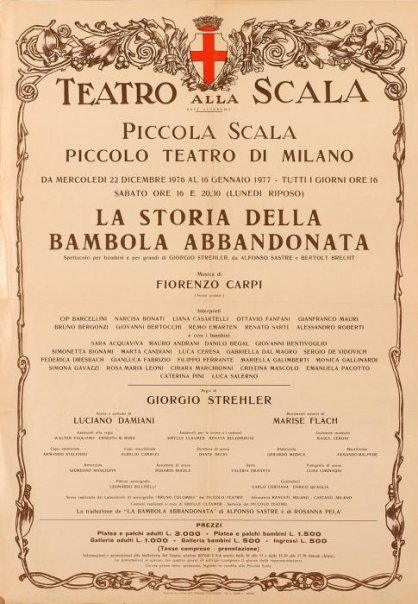
Strehler-Carpi, La storia della bambola abbandonata, 1976-1977, locandina

Tra i molti allestimenti si possono citare: Il matrimonio segreto di Domenico Cimarosa che inaugurò la sala (direttore Nino Sanzogno, regia di Giorgio Strehler con Eugenia Ratti, Graziella Sciutti, Giulietta Simionato, Franco Calabrese e Luigi Alva), Così fan tutte di Mozart, nel 1956, direttore Guido Cantelli (che ne curò anche la regia) con Elisabeth Schwarzkopf, Il ritorno d'Ulisse in patria di Claudio Monteverdi, nel 1972, diretto da Nikolaus Harnoncourt e con la regia di Jean-Pierre Ponnelle, Ariodante di Georg Friedrich Händel, nel 1981, scene e costumi di Pier Luigi Pizzi e molte altre opere di compositori anche contemporanei come Mauricio Kagel, Giorgio Federico Ghedini (L'ipocrita felice, 1956), Luciano Chailly (Una domanda di matrimonio, 1957), Riccardo Malipiero (La donna è mobile, 1957, e Sette canzoni, 1960), Virgilio Mortari (La scuola delle mogli, 1959), Nino Rota (La notte di un nevrastenico, 1960), Sylvano Bussotti (Le Racine, 1980). 
Alla Piccola Scala fece il proprio debutto scaligero Claudio Abbado dirigendo nel 1960 un concerto di musiche di Scarlatti e, cinque anni più tardi, la prima opera, Atomtod di Giacomo Manzoni. 
Sul palcoscenico della Piccola Scala si esibì anche Milva, protagonista della prima assoluta del Diario dell'assassinata di Gino Negri con la direzione di Donato Renzetti e la regia di Filippo Crivelli.
Nella Piccola Scala si poteva inoltre assistere, oltre che a opere, operette e a concerti di musica da camera, a spettacoli di prosa (spesso allestiti in collaborazione con il Piccolo Teatro), danza, marionette (organizzati, in particolare, dalla Famiglia Colla), a conferenze ed a proiezioni cinematografiche (vi fu proiettato, tra l'altro, Tempi moderni nel 1972, in occasione della visita in città di Charlie Chaplin).
La sala fu dedicata ad Arturo Toscanini (che alla Piccola Scala non diresse, tuttavia, mai alcuno spettacolo) in occasione dei venticinque anni dalla scomparsa del grande direttore, il 16 gennaio 1982.

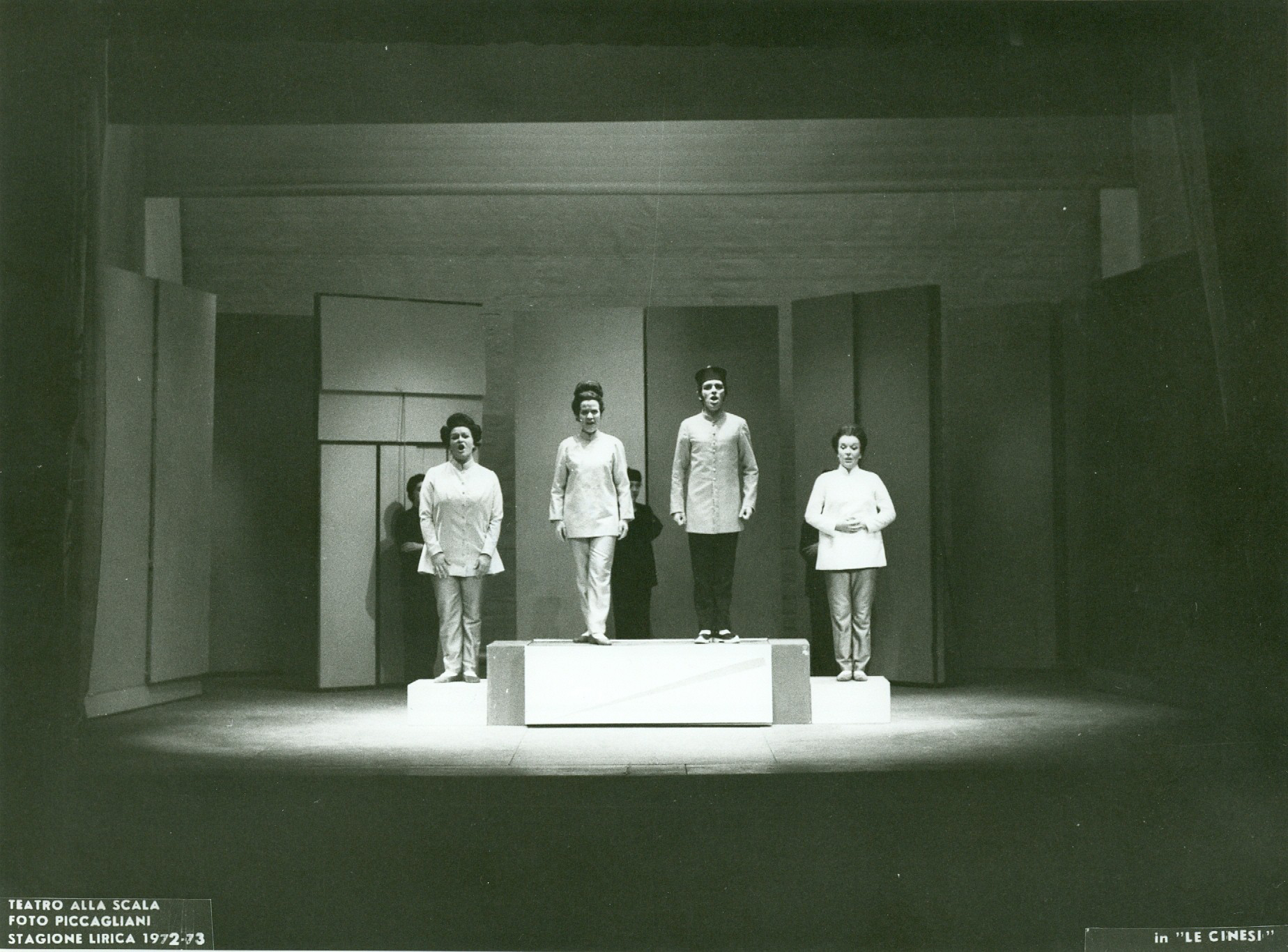
Le cinesi di Christoph Willibald Gluck, 1972-1973, foto di scena

A causa della drastica diminuzione della capienza da 600 a 350 spettatori, imposta dalle nuove normative sulla sicurezza introdotte a seguito dell'incendio del Cinema Statuto di Torino, e della conseguente difficoltà nel coprire le spese a fronte di un ridotto pubblico pagante, la stagione lirica fu interrotta poco dopo, nell'ottobre 1983.
Negli anni immediatamente successivi, per lo meno sino al 1985, la Piccola Scala fu utilizzata per ospitare alcuni sporadici eventi. La sala fu in seguito destinata a magazzino e definitivamente demolita, pur a fronte di alcune voci critiche, per far spazio al nuovo palcoscenico del teatro maggiore in occasione dei lavori degli anni duemila. Nello spazio un tempo occupato dal ridotto della Piccola Scala fu invece collocata per alcuni anni la biglietteria serale del teatro.

## Descrizione

Il direttore d'orchestra Nino Sanzogno all'interno della Piccola Scala

Il teatro fu realizzato su progetto dell'architetto Piero Portaluppi e dell'ingegnere Marcello Zavellani Rossi.
L'ingresso, come detto, era posto sotto il porticato di via Filodrammatici, prolungato, proprio in quegli anni, a completamento del prospetto ideato da Giacomo Tazzini e rimasto incompiuto a causa dell'abbandono dei lavori di ampliamento del Casino Reale a seguito dello scoppio dei moti del 1848.
Superato il ridotto, due brevi rampe di scale conducevano alla platea, fortemente inclinata, capace di circa trecentocinquanta posti. Sul fondo della sala, dalla pianta rettangolare, si aprivano due ordini di palchi, nove per ciascun livello. Al di sopra, una galleria si snodava per i tre lati della sala. Ai lati del boccascena, sopra alle porte che davano accesso alla platea, vi erano invece due palchi laterali. Le sobrie decorazioni, di gusto neoclassico, erano ispirate a quelle realizzate nel 1830 per la sala maggiore su disegno dello scenografo Alessandro Sanquirico e ne riprendevano anche i toni avorio ed oro. Le tappezzerie erano color granata, al pari di quelle installate a partire dal 1928 nel teatro principale.
Il nuovo teatro disponeva di un golfo mistico e il boccascena aveva un'apertura di circa sette metri. Il palcoscenico, dall'area di circa 210 m² (~14x15 m), si trovava accanto a quello del teatro storico, in modo che, eliminando tutti i fondali, da una sala si poteva vedere l'altra.

## Prime rappresentazioni assolute
- 1956: L'ipocrita felice di Giorgio Federico Ghedini[10]
- 1957: Una domanda di matrimonio di Luciano Chailly[11]
- 1957: La donna è mobile di Riccardo Malipiero[12]
- 1959: La scuola delle mogli di Virgilio Mortari[13]
- 1960: La notte di un nevrastenico di Nino Rota[14]
- 1961: Per un Don Chisciotte (Pour un Don Quichotte) di Jean-Pierre Rivière[32]
- 1963: Era proibito di Luciano Chailly[33]
- 1963: Passaggio di Luciano Berio[34]
- 1963: Il linguaggio dei fiori di Renzo Rossellini[35]
- 1965: Atomtod di Giacomo Manzoni[2]
- 1966: L'albergo dei poveri di Flavio Testi[36]
- 1969: Votre Faust di Henri Pousseur[37]
- 1969: Gli eroi di Bonaventura di Gian Francesco Malipiero[38]
- 1969: Il circo, balletto di Elide Bonagiunta su musica di Sergej Prokof'ev[19]

- 1970: Pubblicità ninfa gentile di Gino Negri[39]
- 1972: La camera degli sposi di Paolo Renosto[40]
- 1973: Amore e Psiche di Salvatore Sciarrino[41]
- 1973: Le notti bianche di Luigi Cortese[42]
- 1973: Klangfarbenspiel di Marcello Panni[43]
- 1974: La tarantella di Pulcinella di Gino Negri[44]
- 1976: La storia della bambola abbandonata commedia di Fiorenzo Carpi e Giorgio Strehler[45]
- 1978: Diario dell'assassinata di Gino Negri[18]
- 1980: Le Racine (Pianobar pour Phèdre) di Sylvano Bussotti[15]
- 1981: Vanitas di Salvatore Sciarrino[46]
- 1982: Il sogno di Titania di Luca Mosca[47]
- 1982: Oltre Narciso di Ivan Fedele[48]
- 1983: Lohengrin di Salvatore Sciarrino[49]

### Esplicative
1. ↑  Proprio nell'ambito dei lavori di ricostruzione postbellica del teatro fu ultimato il fronte porticato di diciannove fornici, completamento ideale delle cinque arcate del Casino dei Nobili, edificate nel 1830-31, e delle altrettante costruite nel 1841, sempre su disegno di Giacomo Tazzini, quale parte di un più ambizioso progetto di ampliamento del Casino Reale (Carla Di Francesco, loc. cit.).
2. ↑  La scelta di tale data non fu casuale. Infatti, proprio in quel giorno dell'anno si apriva tradizionalmente la stagione lirica del Teatro alla Scala. L'attuale consuetudine di inaugurare la stagione il 7 dicembre, giorno di Sant'Ambrogio, patrono di Milano, fu introdotta in via eccezionale nel 1940 e poi, stabilmente, dopo la ripresa postbellica, a partire dal 1951 per volere di Victor de Sabata. Nei primi centocinquant'anni anni di vita della Scala l'attività era invece sempre iniziata, come in molti altri teatri italiani, il giorno di Santo Stefano (26 dicembre) con la Stagione di Carnevale, durante la quale si rappresentavano per lo più opere serie (all'opera buffa, alla commedia e al balletto erano dedicate, dopo la Pasqua, le stagioni di Primavera, Estate, Autunno, organizzate sulla base della richiesta del pubblico e delle disponibilità degli impresari). La stagione "invernale" si concludeva alla vigilia della settimana di carnevale, durante la quale il teatro ospitava i balli e il veglione del sabato grasso.
3. ↑  Nelle intenzioni del sovrintendente Ghiringhelli, ad inaugurare la nuova sala avrebbe dovuto essere una rappresentazione del Falstaff, opera che Giuseppe Verdi compose pensando, quale luogo di esecuzione ideale, proprio ad un teatro dalle dimensioni ridotte. A dirigere tale opera avrebbe dovuto essere Arturo Toscanini, l'ormai anziano direttore la cui carriera era stata inscindibilmente legata alla Scala e che non aveva più diretto alcuna opera in forma scenica dal 1937. Per la regia si era pensato ad un altro grande nome, quello di Luchino Visconti. Probabilmente a causa dei problemi di salute del direttore d'orchestra, tale produzione non vide tuttavia mai la luce (cfr. Igor Principe, loc. cit.).
4. ↑  Dubbi circa l'opportunità della dedica a Toscanini della Piccola Scala furono sollevati da un altro grande direttore d'orchestra, Gianandrea Gavazzeni, il quale propose l'intitolazione della sala della "grande" Scala (cfr. Igor Principe, loc. cit.).
5. ↑  Critiche furono mosse, in particolare, oltre che da alcuni rappresentanti sindacali delle maestranze tecniche del teatro, tra gli altri, dall'allora sottosegretario ai Beni culturali, Vittorio Sgarbi, e dalla ballerina Carla Fracci.

### Bibliografiche
1. 1 2   Piccola Scala, su Fondazione Piero Portaluppi. URL consultato il 17 febbraio 2023.
2. 1 2 3 4 5 6 7   Igor Principe, Com’era bella la Piccola Scala, su ilGiornale.it, 8 gennaio 2006. URL consultato il 18 febbraio 2023.
3. 1 2  La «Piccola Scala» in costruzione a Milano, La Stampa, 29 dicembre 1950: "Caratteristica principale del nuovo teatro Piccola Scala è quella di integrare la Scala e di completarla non solo architettonicamente. Sul fronte di via Filodrammatici proseguiranno i portici e si aprirà l'ingresso al nuovo teatro. Il ridotto avrà un ampio sviluppo a terreno e potrà prestarsi all'allestimento delle mostre di carattere specifico. Due brevi rampe di scale porteranno alla platea, inclinata, al primo piano, nella quale verranno installate trecentocinquanta poltrone. Nel fondo della sala sono previsti una ventina di palchi in due ordini. La capacità della Piccola Scala, grosso modo, è dunque di settecento persone, dacché si deve tener conto della galleria sovrastante i palchi di secondo ordine. Golfo mistico e palcoscenico, che avrà un'apertura di boccascena di sette metri, sono naturalmente concepiti per piccoli complessi. La decorazione si ricollega alla Scala, coi toni avorio oro e granata".
4. 1 2   Carla Di Francesco (a cura di), Il Teatro alla Scala, La magnifica fabbrica, Milano, Electa, 2005,  p. 35.
5. ↑  Inaugurata ieri la "Piccola Scala", La Stampa Sera, 27 dicembre 1955.
6. ↑  The New Grove Dictionary of Opera, voce Piccola Scala.
7. ↑  Joyce Bourne, The Concise Oxford Dictionary of Music, Oxford University Press, 2004, p. 16.
8. ↑  Il ritorno di Ulisse alla Piccola Scala, La Stampa, 29 dicembre 1972.
9. ↑  Hicks; Le magazine de l'opéra baroque Archiviato il 1º marzo 2014 in Internet Archive..
10. 1 2   "L´ipocrita felice", première nel Teatro della Piccola Scala di Milano, su Gherardo Casaglia - Almanacco. URL consultato il 18 febbraio 2023.
11. 1 2   "Una domanda di matrimonio", première nel Teatro della Piccola Scala di Milano, su Gherardo Casaglia - Almanacco. URL consultato il 18 febbraio 2023.
12. 1 2   "La donna è mobile", première nel Teatro della Piccola Scala di Milano, su Gherardo Casaglia - Almanacco. URL consultato il 18 febbraio 2023.
13. 1 2   "La scuola delle mogli", première nel Teatro della Piccola Scala di Milano, su Gherardo Casaglia - Almanacco. URL consultato il 18 febbraio 2023.
14. 1 2   "La notte di un nevrastenico", première scenica nel Teatro della Piccola Scala di Milano, su Gherardo Casaglia - Almanacco. URL consultato il 18 febbraio 2023.
15. 1 2   "Le Racine" ("Pianobar pour Phèdre"), première nel Teatro della Piccola Scala di Milano, su Gherardo Casaglia - Almanacco. URL consultato il 18 febbraio 2023.
16. ↑   La Scala ricorda Claudio Abbado, su teatroallascala.org. URL consultato il 17 febbraio 2023.
17. ↑   Eduardo Rescigno, Alla ricerca dei teatri perduti | La Piccola Scala di Milano, su ateatro.it, 27 dicembre 2021. URL consultato il 18 febbraio 2023.
18. 1 2   La Scala rende omaggio a Milva, su teatroallascala.org. URL consultato il 17 febbraio 2023.
19. 1 2   "Il circo", première nel Teatro della Piccola Scala di Milano, su Gherardo Casaglia - Almanacco. URL consultato il 18 febbraio 2023.
20. ↑   Breve storia della Compagnia Colla, su lombardiabeniculturali.it.
21. ↑  Si parla di Strawinsky, La Stampa, 27 maggio 1982.
22. ↑  Charlot alla Scala senza film, «Tempi moderni» sarà proiettato alla Piccola Scala, per non suscitare polemiche, La Stampa, 6 febbraio 1972.
23. ↑   Alfredo Venturi, L'ultimo trionfo di Toscanini, in La Stampa, 17 gennaio 1982,  p. 3.
24. ↑   È sicuro, la Piccola Scala non avrà più la sua lirica, in La Stampa, 19 ottobre 1983,  p. 21.
25. ↑   Premio Montale / Giudici, Luzi e Betocchi i finalisti, su Archivio - la Repubblica.it, 28 giugno 1984. URL consultato il 18 febbraio 2023.
26. ↑   Laura Asnaghi, New look per Retequattro / Spettacoli made in Italy, su Archivio - la Repubblica.it, 8 giugno 1984. URL consultato il 18 febbraio 2023.
27. ↑   "Donnerstag aus Licht", ripresa nel Teatro della Piccola Scala di Milano, su Gherardo Casaglia - Almanacco. URL consultato il 18 febbraio 2023.
28. ↑   Paola Zonca, Scala, va in scena la guerra del palco - la Repubblica.it, su Archivio - la Repubblica.it. URL consultato il 19 febbraio 2023.
29. ↑   Fo e Fracci Salvate quel capolavoro - la Repubblica.it, su Archivio - la Repubblica.it. URL consultato il 19 febbraio 2023.
30. 1 2  Scheda: Ex Piccola Scala su cultura.regione.lombardia.it Archiviato il 23 settembre 2015 in Internet Archive.
31. ↑   Itinerari di architettura | Ordine Architetti Milano, su ordinearchitetti.mi.it. URL consultato il 18 febbraio 2023.
32. ↑   "Per un Don Chisciotte" ("Pour un Don Quichotte"), première nel Teatro della Piccola Scala di Milano, su Gherardo Casaglia - Almanacco. URL consultato il 18 febbraio 2023.
33. ↑   "Era proibito", première nel Teatro della Piccola Scala di Milano, su Gherardo Casaglia - Almanacco. URL consultato il 18 febbraio 2023.
34. ↑   "Passaggio", première nel Teatro della Piccola Scala di Milano, su Gherardo Casaglia - Almanacco. URL consultato il 18 febbraio 2023.
35. ↑   "Il linguaggio dei fiori", première nel Teatro della Piccola Scala di Milano, su Gherardo Casaglia - Almanacco. URL consultato il 18 febbraio 2023.
36. ↑  A. Della Corte, «L'Albergo dei poveri» di Testi in prima assoluta alla Piccola Scala, La Stampa, 22 marzo 1966.
37. ↑   "Votre Faust", première nel Teatro della Piccola Scala di Milano, su Gherardo Casaglia - Almanacco. URL consultato il 18 febbraio 2023.
38. ↑   "Gli eroi di Bonaventura", première nel Teatro della Piccola Scala di Milano, su Gherardo Casaglia - Almanacco. URL consultato il 18 febbraio 2023.
39. ↑   "Pubblicità ninfa gentile", première nel Teatro della Piccola Scala di Milano, su Gherardo Casaglia - Almanacco. URL consultato il 18 febbraio 2023.
40. ↑   "La camera degli sposi", première nel Teatro della Piccola Scala di Milano, su Gherardo Casaglia - Almanacco. URL consultato il 18 febbraio 2023.
41. ↑  "Amore e Psiche" e "Le cinesi", Avanti, Marzo 1973
42. ↑   "Le notti bianche", première nel Teatro della Piccola Scala di Milano, su Gherardo Casaglia - Almanacco. URL consultato il 18 febbraio 2023.
43. ↑   "Klangfarbenspiel", première nel Teatro della Piccola Scala di Milano, su Gherardo Casaglia - Almanacco. URL consultato il 18 febbraio 2023.
44. ↑   "La tarantella di Pulcinella", première nel Teatro della Piccola Scala di Milano, su Gherardo Casaglia - Almanacco. URL consultato il 18 febbraio 2023.
45. ↑  Maurizio Porro, Si prepara alla Piccola Scala La bambola abbandonata. Papà Strehler e i suoi 21 figli, Corriere della Sera, 1º dicembre 1976.
46. ↑   "Vanitas", première nel Teatro della Piccola Scala di Milano, su Gherardo Casaglia - Almanacco. URL consultato il 18 febbraio 2023.
47. ↑   "Il sogno di Titania", première nel Teatro della Piccola Scala di Milano, su Gherardo Casaglia - Almanacco. URL consultato il 18 febbraio 2023.
48. ↑   "Oltre Narciso", première nel Teatro della Piccola Scala di Milano, su Gherardo Casaglia - Almanacco. URL consultato il 18 febbraio 2023.
49. ↑   "Lohengrin", première nel Teatro della Piccola Scala di Milano, su Gherardo Casaglia - Almanacco. URL consultato il 18 febbraio 2023.